# 수옥정
수옥정(漱玉停)은 경상북도 안동시 일직면 망호리에 있다. 2010년 3월 12일 안동시의 문화유산 제32호로 지정되었다.